# Médaille commémorative de Haute-Silésie

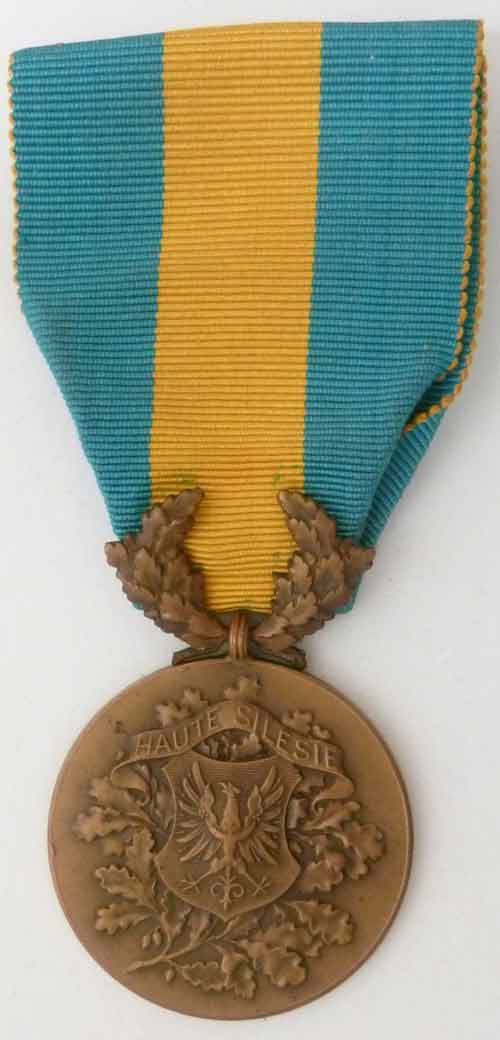
Médaille commémorative de Haute-Silésie

La médaille commémorative de Haute-Silésie (1920-1922) est créée en 1921 par la commission interalliée de gouvernement et de plébiscite de Haute-Silésie.
Elle est attribuée :
- aux soldats ayant servi au moins deux mois dans les troupes d'occupation de Haute-Silésie ;
- aux fonctionnaires ayant servi au moins deux mois dans la commission interalliée de Haute-Silésie ;
- aux personnels ayant servi en Haute-Silésie moins de deux mois mais qui ont été blessés ou tués au cours de leur service.

Son diplôme était établi au siège de la commission interallié basé à Opole, à l'époque Oppeln.